# Oxandrolon
Oxandrolon (Handelsnamen Oxandrin und Anavar) ist ein 17-Methylsteroid und ein anaboles Steroid, das erstmals 1962 synthetisiert wurde.
Im Juni 2023 entzog die FDA die Lizenz für Oxandrolon. Es ist in Deutschland nicht zugelassen.
Es war von der Food and Drug Administration (FDA) als orphan drug zugelassen zur Behandlung des Gewichtsverlust durch HIV. der alkoholischen Hepatitis, dem Turner-Syndrom.
Es darf, wie alle verbotenen anabolen Steroide, von Sportlern zu keiner Zeit (auch nicht aus medizinischen Gründen) benutzt werden (→ Dopingliste).